# NGC 5955
NGC 5955 é uma galáxia espiral barrada (SBb) localizada na direcção da constelação de Serpens. Possui uma declinação de +05° 03' 48" e uma ascensão recta de 15 horas, 35 minutos e 12,4 segundos.
A galáxia NGC 5955 foi descoberta em 25 de Março de 1865 por Albert Marth.